# Dragaljevac Donji
Dragaljevac Donji (cyr. Драгаљевац Доњи) – wieś w Bośni i Hercegowinie, w Republice Serbskiej, w mieście Bijeljina. W 2013 roku liczyła 339 mieszkańców.